# Oskar Roehler
Oskar Roehler (Starnberg, 21 gennaio 1959) è un regista, sceneggiatore e giornalista tedesco.
È figlio degli scrittori Gisela Elsner e Klaus Roehler. Dalla metà degli anni '80 lavora come sceneggiatore, tra gli altri, per Niklaus Schilling, Christoph Schlingensief e Mark Schlichter. Dall'inizio degli anni '90 lavora anche come regista. Per il suo film Hanna Flanders ha vinto il Deutscher Filmpreis . Il suo film del 2010 Jud Süss - Film ohne Gewissen è stato nominato per l'Orso d'Oro al sessantesimo Festival Internazionale del Cinema di Berlino.

## Filmografia
- Der alte Affe Angst (2003)
- Agnes und seine Brüder (2004)
- Le particelle elementari (2006)
- Lulu und Jimi (2009)
- Quellen des Lebens (2013)
- Herrliche Zeiten (2018)
- Enfant Terrible (2020)